# Units
units es una aplicación informática para UNIX y derivados, utilizada para convertir unidades. En su versión 1.85 tiene soporte para 2.438 unidades, 71 prefijos y 32 unidades no lineales. Incluye algunas unidades de interés histórico y otras esotéricas; este programa permite convertir, por ejemplo, velocidades de m·s-1 a furlongs/fortnight.
Las unidades se encuentran definidas en el archivo units.dat, el cual es una amplia fuente de información en sí mismo. Además, tiene soporte para añadir nuevas unidades según las necesidades del usuario, modificando dicho archivo.
units fue desarrollado en principio en los Laboratorios Bell y desde entonces ha formado parte de los sistemas UNIX.
Está licenciado bajo la GPL, y su desarrollador actual es Adrián Mariano